# جوزيف شومبيتر
جوزيف ألويس شومبيتر (بالألمانية: Joseph Schumpeter) (8 فبراير 1883 – 9 يناير 1950) عالم أمريكي في الاقتصاد والعلوم السياسية من أصل نمساوي. اشتهر بترويجه لنظرية الفوضى الخلاقة في الاقتصاد.

## حياته
ولد عام 1883 في مدينة تريست الواقعة في جمهورية التشيك حاليا، لأبوين على المذهب الكاثوليكي من أصول ألمانية. كان والده يملك مصنعا، ولكنه توفي حين كان جوزيف في الرابعة من عمره. وفي عام 1893 انتقل جوزيف مع والدته إلى فيينا.
بدأ جوزيف حياته المهنية بدراسة القانون في جامعة فيينا، على يد المنظر للرأسمالية النمساوي إيجون بوم فون باويرك. ونال درجة الدكتوراه في عام 1906.وفي عام 1909، بعد أن قام ببعض الرحلات الدراسية، عين بروفيسورا في الاقتصاد والحكومة في جامعة تشيرنيفتسي. وفي عام 1911 انضم إلى جامعة قراز، التي استقر بها إلى بداية الحرب العالمية الأولى.
وفي عام 1919، خدم لفترة وجيزة كوزير للمالية في النمسا. وحقق بعض النجاحات، وفي الفترة مابين 1920 – 1924 عمل كرئيس لبنك بيدرمان الخاص. وفي عام 1924 تعرض البنك للانهيار والاغلاق مع انهيار جزء كبير من الاقتصاد الإقليمي، تاركا وراءه شومبيتر مفلسا.وفي الفترة مابين 1925 - 1932، شغل شومبيتر كرسي الأستاذية في جامعة بون الألمانية. وحاضر في جامعة هارفرد الأمريكية مابين 1927-1928 وفي 1930. في عام 1931 كان أستاذا زائرا في كلية طوكيو للتجارة. وفي عام 1932 انتقل للعيش في الولايات المتحدة، وحصل على الجنسية الأمريكية عام 1939.
وكان لشومبيتر مواقف سياسية محافظة للغاية. وفي بداية الحرب العالمية الثانية، قامت الإف بي آي بالتحقيق معه بتهم الميول للأفكار النازية. ولكن لم يتم العثور على أي دليل يؤكد تلك الإدعاءات. في سنواته التي قضاها كمحاضر في جامعة هارفرد، لم يكن شومبيتر معلم صف جيد، ولكنه استطاع الحصول على مجموعة من الأتباع المخلصين. أيضا، لم تكن مكانته بين زملائه عالية بسبب آراءه التي كانت تبدو قديمة وليست متناغمة مع أفكار المدرسة الكينزية السائدة في ذاك الوقت. تلك الفترة من حياته كانت تتصف بالعمل الجاد ولكن باعتراف سطحي لأفكاره الجوهرية.
على الرغم من أن شومبيتر قام بتشجيع عدد من الشباب الدارسين للاقتصاد الرياضي، وبالإضافة إلى ترأسه جمعية الاقتصاد القياسي، إلا أن شومبيتر لم يكن يميل إلى الاقتصاد الرياضي، ولكنه كان ميالا إلى دمج الفهم السوسيولوجي لنظرياته الاقتصادية. يقال اليوم بان أفكار شومبيتر كالدورة الاقتصادية والتنمية الاقتصادية استعصيا على الإدراك الرياضي في وقته- حيث كانت الرياضيات في حاجة إلى لغة الأنظمة الديناميكية الغير خطية لتشكيل صيغة شبه رياضية لنظرياته.
يقول شومبتر أنه وضع ثلاثة أهداف رئيسية في حياته: أن يصبح أعظم اقتصادي في العالم، وأن يكون أفضل فارس في النمسا، وأن يكون أعظم حبيب في فيينا. وقال بأنه تمكن من تحقيق أمنيتين، ولكنه لم يحدد أيهما، بالرغم من أن البعض سمعه يقول بوجود الكثير من الفرسان النمساويين الجيدين الأمر الذي يجعل تحقيق جميع طموحاته صعبا جدا.
تزوج شومبيتر ثلاثة زيجات، الأولى كانت من امرأة أنجليزية تدعى جلاديس سيفر واستمر زواجهما قرابة الإثني عشر عاما (1907-1925)، والثانية كانت أننا ريسينقر حيث تزوجا عام 1925 وتوفيت وهي تضع طفلهما الأول. وبعد شهرين من وفاة والدته عام 1937 تزوج الأمريكية إليزابيث بوودي التي حصلت على الدكتوراه في الإنجليزية والدورة الاقتصادية وساعدته على الترويج لنظرياته.
توفي شومبيتر في منزله الواقع في مدينة تاكونيك بولاية كونيكتيكوت بعمر يناهز السادسة والستين عاما، في الليلة السابعة من يناير عام 1950.

## أهم أعماله

### تاريخ التحليل الاقتصادي
أفكار شومبيتر تبدو جلية في كتابه المطبوع بعد وفاته تاريخ التحليل الاقتصادي. قد يعتقد البعض بأن أفكار شومبيتر المطروحة في هذا الكتاب تبدو غريبة وغير رائجة في كتابات مؤرخي الاقتصاد الأخرى. فشومبيتر يرى أن تورجوت كان أعظم اقتصادي في القرن الثامن عشر وليس كما يعتقد الأغلبية أنه آدم سميث. ويقول أيضا بأن ليون والراس هو أعظم اقتصادي على مر التاريخ، حيث يدعي بأن معظم أفكار كبار الاقتصاديين ليست سوا محاولات خجولة للوصول إلى جوانب معينة بسيطة من بعض الحقائق التي سبق وأن توصل إليها والراس. انتقد شومبيتر كلا من جون مينارد كينز وديفيد ريكاردو. حيث يرى شومبيتر أن آراء كينز وريكاردو قائمة على نماذج نظرية بحته؛ حيث يقومون من خلالها بتجميد معظم المتغيرات وترك بعضها. ومن ثم يدعون بأن متغير واحد له تأثير مباشر على المتغير الآخر، وبهذه الطريقة المبسطة والسطحية جدا يقومون بإستنتاج سياسات اقتصادية نظرية بحته ليس لها صلة بالواقع.

### الدورة الاقتصادية
علاقة شومبيتر بأفكار الاقتصاديين الآخرين تبدو معقدة شيئا ما وهذا يبدو جليا خاصة في أهم أعالمه على الإطلاق- نظرية الدورة الاقتصادية والتنمية. خلافا لكينز ووالراس، يبدأ شومبيتر نظريته (التنمية الاقتصادية) عبر أطروحة التدفق الدائري؛ التي إذا أخرجنا منها الابتكارات والتطبيقات الابتكارية؛ يصل بنا الحال إلى وضعية الثبات. ووضعية الثبات تعرف اليوم بتوازن والراس. يعتبر شومبيتر أن «المقاول الاقتصادي» هو العامل الرئيسي في معادلته. بناء على شومبيتر، يقوم «المقاول الاقتصادي» بزعزعة التوازن الاقتصادي، هذا الخلل في التوازن هو لب عملية التنمية الاقتصادية التي نصل إليها بطريقة دورية جنبا إلى جنب مع تغيرات جداولية عدة. وفي تشكيل هذه النظرية التي تقوم بربط الابتكارات، بالدورات الاقتصادية والتنمية، تمكن شومبيتر من إبقاء نظرية المفكر الروسي نيكولاي كوندراتييف التي تؤمن بالدورة الخمسينية (دورة الخمسون عاما)، وتدعى أيضا بموجة كوندراتييف.
اقترح شومبيتر إنموذجا قام من خلاله بدمج أربعة نظريات عن الدورات الاقتصادية في واحدة؛ كوندراتييف (54 عاما)، كوزنتس (18 عاما)، جوقلر (9 أعوام)، وكيتشن (4 أعوام)، وبدمج الأربعة ينتج لنا شكل موجي موحد. في الحقيقة كان هناك تنافس مهني بين شومبيتر وكوزنتس. الموجه المقترحة سابقا في الأصل هي لا تضم موجة كوزتنس، بسبب أن شومبيتر ببساطة لم يكن يعتقد بصحة نظرية دورة كوزنتس. انظر الدورة الاقتصادية لمعلومات أكثر. يمكن القول بأن موجة كوندراتييف واحدة عبارة عن موجتا كوزنتس صغيرتان. وكل موجة كوزنتس واحدة عبارة عن موجتا جوقلر. وبالمثل، موجتا أو ثلاث موجات كيتشن يمكن أن يشكلوا موجة جوقلر واحدة. إذا كان كل من هذه الموجات عبارة عن مراحل، وأيضا، إذا كانت الأقواس المنحدرة لكل موجة متزامنة بحيث يكون نظير كل موجة متزامن مع الآخر، فهذا يعني هبوط كارثي منتجا كسادا اقتصاديا.

## روابط خارجية
- جوزيف شومبيتر على موقع الموسوعة البريطانية (الإنجليزية)
- جوزيف شومبيتر على موقع الموسوعة البريطانية (الإنجليزية)
- جوزيف شومبيتر على موقع مونزينجر (الألمانية)
- جوزيف شومبيتر على موقع إن إن دي بي (الإنجليزية)